# 바버라 로런스
바버라 로런스(Barbara Lawrence, 1930년 2월 24일 ~ 2013년 11월 13일)는 미국의 모델, 배우이다.